# 가와고에촌 (야마구치현)
가와고에촌(川越村)은 야마구치현 구가군에 설치된 촌이다. 

## 역사
- 1889년 4월 1일 - 정촌제 시행에 의해 구가군 가와고에촌이 성립하였다.
- 1955년 4월 1일 - 다카모리정, 소오촌, 요네카와촌과 합병 슈토정이 성립, 동일 가와고에촌은 폐지되었다.

## 참고문헌
- 角川日本地名大辞典 35 山口県